# Amir Waithe
Amir Waithe (Ciudad de Panamá, 27 de noviembre de 1989) es un ex-futbolista  profesional de nacionalidad Panameña, jugaba de delantero. Se retiró debido a una lesión, que lo dejó un largo tiempo fuera de las canchas.

## Selección nacional
Es internacional con la Selección de fútbol de Panamá, ha jugado 7 partidos internacionales y ha logrado anotar 2 tantos. Su debut se produjo en la victoria frente a Dominica de 5 a 0.

### Participaciones en selección nacional
| Copa             | Categoría | Sede           | Resultado      | Partidos | Goles |
| ---------------- | --------- | -------------- | -------------- | -------- | ----- |
| Preolímpico 2012 | Sub-23    | Estados Unidos | Fase de grupos | 6        | 0     |

### Goles internacionales
| Núm. | Fecha                | Lugar                            | Rival    | Gol | Resultado | Competición               |
| ---- | -------------------- | -------------------------------- | -------- | --- | --------- | ------------------------- |
| 1    | 8 de octubre de 2011 | Parque Windsor, Roseau, Dominica | Dominica | 0-1 | 0-5       | Eliminatoria Mundial 2014 |
| 2    | 8 de octubre de 2011 | Parque Windsor, Roseau, Dominica | Dominica | 0-5 | 0-5       | Eliminatoria Mundial 2014 |

## Clubes
| Club             | País       | Año         |
| ---------------- | ---------- | ----------- |
| San Francisco FC | Panamá     | 2007 - 2011 |
| LD Alajuelense   | Costa Rica | 2011        |
| San Francisco FC | Panamá     | 2011 - 2014 |
| Tauro FC         | Panamá     | 2015 - 2016 |
| AD Carmelita     | Costa Rica | 2016 - 2018 |
| CD Plaza Amador  | Panamá     | 2019 - 2021 |

## Palmarés

### Títulos nacionales
| Título           | Club             | País   | Año  |
| ---------------- | ---------------- | ------ | ---- |
| Anaprof Apertura | San Francisco FC | Panamá | 2009 |
| LPF Clausura     | San Francisco FC | Panamá | 2011 |
| LPF Apertura     | San Francisco FC | Panamá | 2014 |